# Dicranomyia (Dicranomyia) pictithorax argyrophora
Dicranomyia (Dicranomyia) pictithorax argyrophora is een ondersoort van de tweevleugelige Dicranomyia (Dicranomyia) pictithorax uit de familie steltmuggen (Limoniidae). De ondersoort komt voor in het Australaziatisch gebied.